# Peter Ijeh
Peter Ijeh (* 28. März 1977 in Lagos) ist ein ehemaliger nigerianischer Fußballspieler und -trainer. Der Stürmer bestritt den Großteil seiner Karriere in Nordeuropa.

## Karriere

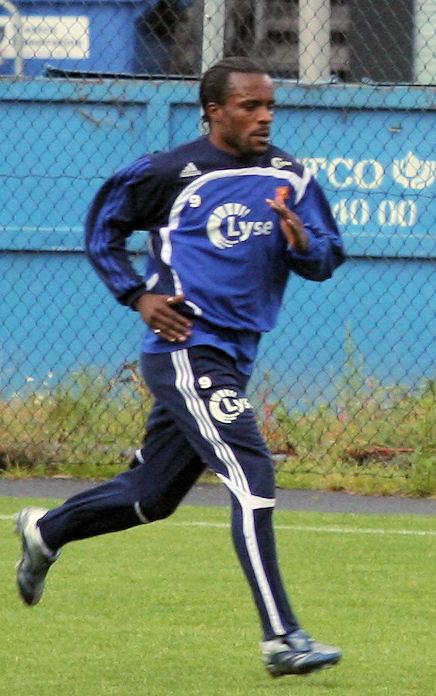
Ijeh im Training von Viking FK im August 2007

Ijeh spielte bis 2001 in seiner nigerianischen Heimat, ehe er von  Julius Berger FC nach Schweden zu Malmö FF in die Allsvenskan wechselte. Dort wurde er 2002 Torschützenkönig der ersten Liga. Nach einem Fußbruch fiel er die erste Hälfte der folgenden Spielzeit aus.  
2004 schloss sich Ijeh dem Ligarivalen IFK Göteborg an, der zu seinem hundertjährigen Bestehen groß aufrüsten wollte. Allerdings konnte er nicht mehr an seine erfolgreiche Zeit anknüpfen und galt als Enttäuschung. 
Nach anderthalb Spielzeiten wurde Ijeh im Sommer 2005 an den dänischen Erstligisten FC Kopenhagen abgegeben. Allerdings konnte er sich auch hier nicht für die Stammelf empfehlen und wechselte für drei Millionen dänische Kronen ins norwegische Stavanger zu Viking FK. Dort schoss er mit elf Toren in 15 Spielen den Klub quasi im Alleingang aus der Abstiegszone. Mit vier Toren Ijehs beim 5:0-Erfolg über Brann Bergen im letzten Saisonspiel konnte aufgrund des besseren Torverhältnisses der letzte Nichtabstiegsplatz erklommen werden. Nach dem Ablauf seines Vertrages bei Syrianska FC wechselte er im Januar 2012 zu GAIS Göteborg, wo er schließlich im Oktober seine Karriere beendete.

### International
Ijeh bestritt ein Länderspiel für Nigeria – er kam am 20. November 2002 unter Christian Chukwu beim 0:0 im Freundschaftsspiel gegen Jamaika zum Einsatz.
Seine Tochter Evelyn (* 2001) ist ebenfalls Fußballerin und spielt für die schwedische Nationalmannschaft.